# Heaven Is for Real
Brasil: O céu é de verdade / Portugal: O céu existe mesmo (original em inglês Heaven Is for Real), escrito por Todd Burpo com Lynn Vincent, é um best-seller que traz o relato de Colton Todd Burpo, o filho de 3 anos e 10 meses do pastor evangélico Todd Burpo que, após passar por uma cirurgia, acordou contando a seguinte história aos seus pais: teria ido ao Céu e conhecido a Jesus Cristo.  
Na versão para o público infantil Heaven Is for Real for Kids.
Segundo matéria do New York Times, no início a família não sabia se acreditava que o pequeno Colton falava a verdade, contudo as dúvidas foram dissipadas quando Colton passou a relatar em suas narrativas eventos familiares do quais não tinha conhecimento prévio: disse ter falado, no céu, com sua irmã que sua mãe teria perdido ainda quando estava gestante e disse que essa irmã tinha sofrido um aborto e que parecia com sua irmã mais velha; disse ter conhecido seu bisavô, que morrera cerca de 30 anos antes de Colton nascer, além de outros fatos que ele não poderia saber por meios normais. A capa do livro apresenta a foto de Colton mais novo.  Hoje (2011) , com 11 anos de idade, Colton toca piano e trompete, é fascinado por mitologia grega, ouve rock cristão e ama futebol. Seu pai relata no livro as histórias contadas por Colton, que diz ter conhecido Jesus, Maria (mãe de Jesus) e João Batista. Jesus tinha olhos de cor azul-mar que pareciam brilhar e viu Maria ajoelhando-se diante do trono de Deus e em outras vezes em pé ao lado de Jesus. 
O filme mostra a pintura da face de Jesus Cristo feita pela estadunidense Akiane Kramarik, considerada a imagem mais fiel já retratada de Jesus Cristo<.
O livro figura na lista dos best-sellers do New York Times por setenta e três semanas. Foi lançado em novembro de 2010 com uma tiragem de 40 mil cópias e em janeiro de 2011 já tinha impresso 200 mil cópias, estando em sua vigésima segunda reimpressão com mais de um milhão e quinhentas mil cópias impressas. 
O livro foi ganhando publicidade no boca-a-boca, visto que não teve a acesso aos habituais canais publicitários usados para best-sellers, até que ganhou a cobertura da mídia, nos programas da Fox & Friends, The 700 Club e CNN, quando houve um grande impulso nas vendas.